# Dendrophryniscus oreites
Espèce
Dendrophryniscus oreites  est une espèce d'amphibiens de la famille des Bufonidae.

## Répartition
Cette espèce est endémique de l'État de Bahia au Brésil. Elle se rencontre à Arataca vers 850 m d'altitude dans le parc national de la Serra das Lontras.

## Publication originale
- Recoder, Teixeira, Cassimiro, Camacho & Rodrigues, 2010 : A new species of Dendrophryniscus (Amphibia, Anura, Bufonidae) from the Atlantic Rainforest of southern Bahia, Brazil. Zootaxa, no 2642, p. 36–44.